# British Columbia Highway 29
Der British Columbia Highway 29 in der westkanadischen Provinz British Columbia liegt im Nordosten der Provinz.
Er beginnt am südlichen Rande von Tumbler Ridge und führt zuerst nach Nordwesten, danach Richtung Nordosten. Er endet nach 234 km am Charlie Lake Provincial Park, in der Nähe des Charlie Lake, wo er in den Highway 97 einmündet.

## Streckenverlauf
Der Highway zweigt von Highway 52 in westlicher Richtung ab. Er läuft entlang des Tals des Bullmoose Creeks, verlässt dieses jedoch wieder, als es sich nach Südwesten wendet. Der Highway folgt nordwestlicher Richtung und tangiert den Gwillim Lake Provincial Park. Auf diesem ersten Abschnitt verläuft der Highway durch den Tumbler Ridge UNESCO Global Geopark. Weiter nordwestlich führt die Route in das Tal des Sukunka River, vorbei an Twidwell Bend nach Chetwynd. Dort stößt Highway 29 am östlichen Ortsrand ein erstes Mal auf den Highway 97 und verläuft ca. 1 km gemeinsam mit diesem nach Westen. Im Zentrum von Chetwynd teilen sich die Highways wieder, Highway 29 folgt nach Norden und trifft auf den Moberly Lake. Der Highway verläuft entlang des nördlichen Ufers, am Ende des Sees verläuft der Highway wieder nach Nordwesten bis zum Peace River, den er bei Hudson’s Hope überquert. Er folgt diesem in nordöstlicher Richtung bis Bear Flat. Der Highway folgt nach Osten Richtung Charlie Lake, wo er dann am Highway 97 nordwestlich von Fort St. John endet.